# 戦国サイバー 藤丸地獄変
『戦国サイバー 藤丸地獄変』（せんごくサイバー ふじまるじごくへん）は、ソニー・コンピュータエンタテインメントより1995年10月27日に発売されたPlayStation用ソフト。

## 概要
戦国時代末期の忍者を中心とした和風シミュレーションRPG。
史実と違って忍者が侍よりも強い影響力を持っている世界として描かれ、戦国時代でありながらミサイルやレーザー、バーニアなどといった近代兵器が「からくり」として登場し、物語は戦国ファンタジーとして展開していく。
ゲームはキャラクターを駒のように動かして敵キャラクターと戦っていく戦闘パートと、武具や薬草等の開発やキャラの修行等を行う育成パートを交互に行っていくという、戦略+育成SLGというやや特殊なスタイルで構成されている。
体力が0になってしまったキャラクターの蘇生が不可能、攻撃やキャラに付けられている属性をゲーム中で確認できない、戦闘マップでの途中セーブ不可、複数面にまたがる一部のマップでは人選が変更不可（特定の仲間を引き連れていないと行えないイベントもある）、ゲーム中盤以降は一定数以上のキャラクターが生存していないと強制的にゲームオーバーになるなど、難易度は高い。ビジュアルシーンのほとんどは、撮り込み画像を使いジオラマを使って撮り込んでいる。
さらに真のエンディングを見る場合、全てのキャラを仲間にして全員生存させ、隠しマップを全てクリアするなど、複数の条件を満たさなければならず、難易度が跳ね上がる。
これらに関してゲーム中や、ソフトに付属している説明書および「忍者大全」から多少のヒントを得ることができるものの条件模索すらも困難なものが大半で、攻略本などで情報収集しないと達成はほぼ不可能なバランスになっている。

## ストーリー
舞台は戦国時代の日本。大名、武田信玄が人知れず育ててきたエリート忍軍、はぐれ透波。
はぐれ透波の忍びである主人公・藤丸は、幼い頃から下界を知ることなく隠れ里で育ってきた。
信玄が急死した事によって自由を手に入れたはぐれ透波の面々。その実力は他の忍軍を震い上がらせるほどだった。
だが、いずれ脅威となるであろう忍の集団である彼らを、世の有力集団が見逃すはずは無く、各々の思惑を持ってはぐれ透波の抹殺を画策する。
血で血を洗う激動の時代、文字通り「はぐれ忍軍」となったはぐれ透波の、生き残りを賭けた戦いが始まる。

## システム
戦闘を行う“幕”と、隠れ里にてキャラの育成や隠れ里の運営を行う“幕間”で構成される。

### 幕（戦闘）
幕前に語りが入り、その後に出撃画面へと移る。
隠れ里で育てたキャラクターたちから出撃メンバーを選出し、武器や馬、道具の付け替えを行って出陣する。
戦闘は32×32マスの盤面マップで行われ、キャラクターを1ユニットとしてマス上で動かしていく。マップは3Dだがキャラクターは2Dとして表示される。
戦闘刻限は100ターンまで。攻撃や術などを使用した際には専用のカットインアニメか、マップ上でエフェクトアニメが挿入される。
属性には武器による攻撃スタイル「斬る・叩く」と、一部の武器と術による「火・水・風・地・金・精」がある。
マップ中には隠しアイテム、隠しイベントといったものが配置されており、これらの入手やアクションを起こすには誰でもよいものと特定のキャラクターでしか起こせないものに分かれている。

### 幕間（育成、運営）
隠れ里では、里の発展具合に応じた内容のスケジュールを組んでキャラクターを育てていくことが出来る。 
通常の戦闘のように隠れ里もターンという概念がありターン数は制限されている。マップでの戦闘と隠れ里で消費できる合計のターン数はあらかじめ決まっている。
組めるスケジュールには刻限が定められており、この刻限の最大数は前回の戦闘で経過した時間が影響する（一定ターン数以内でクリアすることで多くの刻数を得ることができる）
それぞれの戦闘幕にて最大刻数が決まっており、戦闘をどれだけ早く終わらせてもそれ以上の刻数は得ることが出来ない。
組めるスケジュールには体力や筋力、術力、各種専用術といったキャラクターを強化するものの他に、家屋の増築や馬の買い付けといった隠れ里の発展を行うものと、行商・用心棒といった金策、薬草・薬物・武器・からくり等の開発生産がある。
後半になると開発や生産を行うために特定のアイテムや技術が必要になるものもある。

### クリアデータの引継ぎ
初期版でのみ行える周回プレイのための引継ぎシステム。バグ修正された後期版において仕様が丸ごと削除された。
引き継ぐデータのエンディングは通常END、真ENDどちらでも構わない。エンディング終了後に電源を切らずにそのまま「最初から始める」を選択すると2周目に入れる。
引き継げるデータは薬草・薬物・からくり・秘密道具の入手・開発情報。3周目になると武器の開発情報も引き継げる。

### 不具合
- 移動や戦闘アニメによりゲームがハングする[1]
- BGMとSEの混同が引き起こす音バグ
- 戦闘刻数がかさむとエフェクトが早回しされていく

などが初期版で確認されている。
後にバグを修正した後期版も販売されたが、クリアデータの引継ぎバグについても修正が行われたため、引継ができなくなってしまった。
初期と修正版の見分け方はタイトル画面に表示される“PUSH START”という文字色のオレンジ色が初期版で、緑色が後期版。
PSでプレイする場合は移動アニメや戦闘アニメをOFFにするか修正版をプレイすることで回避できる。
PS2で初期版を起動した際もバグは発生する。

## 登場人物
子安武人、千葉一伸、飛田展男、丸山詠二、小西寛子、天野由梨、ならはしみきの7人が戦闘シーンでのかけ声などを担当している。配役は非公開。

### 忍軍

#### はぐれ透波
煉釖藤丸（れんごく ふじまる）
年齢：17歳　身体：5尺9寸（178.8cm）　体重18貫（67.5kg）
本作の主人公。からくりや幻術といった類を頼みとせず、おのれの精神力と体術のみで戦う、生粋の忍者で強者しか生き残れない忍者の世界を知っている。
口は悪いが、はぐれ透破の誰よりも仲間思いである。最初は外の世界に興味を持たずただ生きればそれでいいと考えていたが、忍者がいない世界を作るため戦国時代を終わらすことを考えている。
子供が忍者になることを嫌っている。
敵に情けをかけることがあり、敵を仲間にすることはある。が、これが原因で敵を作った。
信玄に騙されて隠れ里で育てられたため信玄を嫌い「クソオヤジ」と言っている。
オロチの傍太（おろちのぼうた）
年齢：8歳　身体：5尺2寸（157.6cm）　体重11貫（41.3kg）
蛇を操る少年忍者。毒蛇を使った毒術に長け、自身も毒に対する耐性を持っている。
蛇と心を通わせることができ、ブーメランと蛇による攻撃を行う。
伝説の大蛇"ヤマタ"を蘇らせることに執念を燃やす。
煙羅の助八（えんらのすけはち）
年齢：37歳　身体：2尺6寸（78.8cm）　体重10貫（37.5kg）
薬品の扱いに長け、調合によって8色の煙を自在に操ることができる。その技術は煙を生き物のように操ることすら可能である。
中盤で武者修行の旅に出るが風魔忍軍に苦戦する藤丸たちのもとに駆けつけ、攻略に貢献する。
送り屋岩鉄（おくりや がんてつ）
年齢：43歳　身体：6尺4寸（193.9cm）　体重18貫（67.5kg）
骸骨のような長身痩躯の大男。
武術の達人であり、細長い手足を駆使した攻撃と特殊な鎧を用いた技"鎧刀転術"によって敵を撃滅する。
特に関節技に秀で、さらに己の関節を自由に外しどんなところにも身を隠せる。
中盤で武者修行の旅に出るも風魔忍軍によって捕えられ、人質として利用される。
肉玉塀五郎（にくだま へいごろう）
年齢：29歳　身体：7尺1寸（215.2cm）　体重不明　胸囲：6尺8寸（206cm）　腹囲：7尺4寸（221.2cm）　尻囲：7尺4寸（224.2cm）
名前の通り肉玉のような体形をした大男。厚い脂肪は刃物による攻撃を軽減し、地雷を処理しても傷を負わないほどである。
その巨体はそのまま武器となり、"雲丹術"と呼ばれる体術を得意としている。
中盤で武者修行の旅に出る。その後、牙狼忍軍討伐に出向いていたはぐれ透波一行と再会し、懐いた獣王丸と共に隠れ里へ戻る。
切り回し驒丈（きりまわし だんじょう）
年齢：27歳　身体：5尺8寸（175.8cm）　体重20貫（75kg）
からくり作りの達人。からくり作りに並々ならぬ執念を燃やす。
彼が苦心の末に開発した"爆砕天錫杖"は打撃武器であると同時に火炎放射や電撃、砲撃など多彩な機能を有している。
霧隠才蔵（きりがくれ さいぞう）
年齢：21歳　身体：6尺1寸（184.8cm）　体重20貫（75kg）
霧を自在に操ることができる天才忍者であり、"霧双剣術"と呼ばれる独自の技を編み出している。
条件を満たせば中盤で「忍軍をなくす」という藤丸の考えに異議を唱え、はぐれ透波を離反する。その後、修行を続け全ての力を右腕に凝縮したため左手を失った。
幕外五で再登場。自らの考えに賛同した十勇士を引き連れて現れ、藤丸と決着をつけるために戦いを挑む。
傀儡の楽天丸（くぐつのらくてんまる）
年齢：12歳　身体：4尺8寸（145.4cm）　体重11貫（41.3kg）
人形使いの達人で賽天太とは双子の兄弟。性格はやや攻撃的。藤丸の考えを「甘チャン」として嫌っている。
人形を使った忍術を得意とする。条件を満たせば中盤で自らの力と考えの正しさを確かめるためにはぐれ透波を抜ける。
幕外二で再登場。般若の面を被って"赤夜叉"を名乗り、碧夜叉衆を率いてはぐれ透波に戦いを挑む。
人形遣賽天太（にんぎょうづかい さいてんた）
年齢：12歳　身体：4尺8寸（145.4cm）　体重12貫（45kg）
人形作りの達人で楽天丸とは双子の兄弟。楽天丸を慕っている。ともに12歳で常に一緒に行動する。性格は穏やかで争いごとを嫌い、樹木と会話できる。
条件を満たせば楽天丸と一緒に離反する。
幕外二で再登場。般若の面を被って"白夜叉"を名乗り。碧夜叉衆を率いてはぐれ透波に戦いを挑む。
その機能は敵を攻撃するだけに留まらず、時として戦況を一変させるほどの活躍をみせる。
裁縫屋甚也（さいほうや じんや）
年齢：33歳　身体：5尺6寸（169.7cm）　体重21貫（78.8kg）
不気味な容姿をしており、たどたどしい言葉を話す。見た目に反して性格は臆病で神経質。
手先が器用で"糸奏術"と呼ばれる、糸を用いた技を得意とする。
地獄極楽（じごくごくらく）
年齢：年齢不詳　身体：5尺（151.5cm）　体重9貫（33.8kg）
枯れ木のような老人。耳も遠く、多少ぼけ気味ではあるが、隠れ里のまとめ役である。
天候を自在に操る"天操術"を使う。

##### 望月千代女と使い
望月千代女（もちつきちよじょ）
武田家に仕える高齢のくの一。信玄の命によりはぐれ透波結成当時からの纏め役。第一幕に登場
武田信玄の死を伝えるためにはぐれ透波の下に行ったが、鉢屋衆に襲われて力野轟陽に殺される。
朧影のかなめ（おぼろかげのかなめ）
年齢：15歳　身体：5尺2寸（157.6cm）　体重不明　胸囲：2尺7寸（81.8cm）　腹囲：1尺8寸（54.5cm）　尻囲：2尺7寸（81.8cm）
千代女の歩き巫女。第一幕に登場。
巫女として高い能力を秘めている。
占い師として能力なのか戦場において重要な情報を知らせてくれることがある。その予見は敵の策から戦場に居合わせた者を味方に引き入れる方法にまで至る。
韋駄天風子（いだてん ふうこ）
年齢：14歳　身体：5尺3寸（160.6cm）　体重不明　胸囲：2尺9寸（87.9cm）　腹囲：1尺9寸（57.6cm）　尻囲：2尺8寸（84.8cm）
千代女の使いについてきた見習いのくノ一。第一幕に登場。
明るい性格で気が強く、力野轟陽に襲われた際も怯むことはなかった。
蹴り技を用いて敵と戦い、その俊足は地雷に引っかからないほどである。
夕霧
千代女の歩き巫女。第一幕に登場。
幸薄く、皆と共に隠れ里へ赴く道中で鉢屋衆に遭遇する。
着物は薄い黄色。
小夜
千代女の歩き巫女。第一幕に登場。
占いの才あり。平和に暮らしたいと思っているが、仲間たちと共に時代の荒波に巻き込まれる。
着物は薄い緑色（エピローグ時の立ち絵では薄い紺色）。
蘭
千代女の歩き巫女。第一幕に登場。
千代女らと共に鉢屋衆に遭遇する。恵まれぬ境遇を生きる者が多いはぐれ透波の中で比較的幸せといえる人物。
着物は薄い紅色。

##### 野犬
鳶丸（とびまる）
年齢：5歳
越後の山で狼を束ねる元忍犬。忍犬として育てられていたが、任務に失敗して捨てられ野性化したのち狼を束ねるに至った。
なわばりに入ったはぐれ透波に戦いを挑む。
綾（あや）
年齢：3歳
雌犬。人に育てられていたが捨てられ、その時に鳶丸と出会う。
仔犬
鳶丸と綾の間に生まれる仔犬。名前はプレイヤーが付け、戦闘へも参加できる。条件によって生まれる数が一匹の場合と二匹の場合がある。
雪風
鳶丸を仲間にしなかった場合に「犬笛」を持っていると仲間になる三匹の内の一匹。
野良
鳶丸を仲間にしなかった場合に「犬笛」を持っていると仲間になる三匹の内の一匹。
菊丸
鳶丸を仲間にしなかった場合に「犬笛」を持っていると仲間になる三匹の内の一匹。

##### 未所属
かがり
年齢：16歳　身体：5尺3寸（160.6cm）　体重不明　胸囲：2尺7寸（81.8cm）　腹囲：1尺9寸（57.6cm）　尻囲：2尺7寸（81.8cm）
軒猿衆に攫われた姉を探している剣士風の女性。第五幕に登場。
近江からの道中に軒猿衆と戦っていたはぐれ透波と出会い、目的のために同行する。
破戒僧玄ノ坊（はかいそう げんのぼう）
年齢：60歳　身体：5尺7寸（172.7cm）　体重：20貫（75kg）
あらゆる地獄を見てきた破戒僧。第十幕に登場。
過去に数々の悪行を働き、現在は業を背負っている。ゆりなに深い業を見出し、その興味からはぐれ透波に同行する。
児雷也（じらいや）
年齢：32歳　身体：5尺4寸（164.2cm）　体重18貫（67.5kg）
1人で忍軍に匹敵する実力を持つ独忍。第十七幕に登場。
巨大な瓢箪を持ち、酒を使った酒殺法を使う。
藤丸との一騎討ちに敗れた後、はぐれ透波の結成秘話と三太夫の正体を教え、はぐれ透波の仲間になった。
大天狗（おおてんぐ）
年齢：35歳　身体：6尺3寸（190.9cm）　体重25貫（93.8kg）
児雷也とくらす天狗のような姿の男。第十七幕に登場。
正体はペドロ・フランチェスという酒好きの外国人。船が難破して日本に漂着したが迫害を受けて山に逃げ込み、そこで児雷也と出会う。
あるものをもっていると児来也と共に仲間になる。
がわっぱ
地獄谷の洞窟に棲んでいた謎の人物。幕外一に登場。
河童に近い姿をしている人か、人に近い河童なのかはわからない。
ヤマタとの戦いに出向いていた藤丸達と出会い、あるものと引き換えに仲間になる。

#### 鉢屋衆
力野轟陽（ちからや ごうひ）
盗賊団・鉢屋衆の頭目。第一幕に登場。
隠れ里を目指す千代女たちを襲い、そこに居合わせた藤丸たちと戦うこととなる。
力こそ強いが、忍者ではないため特別な術などは使えない。

#### 透波忍軍
加藤段蔵（かとう だんぞう）
武田信玄お抱えの透波忍軍の首領。初登場は第二幕。
"飛び加藤"の異名を持つ忍者であり,信玄が自分たち以外にも忍軍を組織していたことに怒りを覚え、部下と共に隠れ里を襲撃した。
第二幕で一度敗れるも撤退し、第八幕で再登場。修行によって分身を作れるようになっており、必殺技の極楽鳥もパワーアップしている。

#### 伊賀忍軍
百地三太夫（ももち さんだゆう）
伊賀忍軍の軍団長。初登場は第三幕。
不死身の肉体を持つと噂され、その年齢は200歳を超えると言われる。
裏で地獄と取引を行っており、日本に千年間の争いを絶やさぬ条件で不死身の肉体を得た。この秘密を武田信玄に知られたために殺害している。
亡恨虫
第二十五幕で三太夫を媒介として出現した地獄の怪物。本作のラスボス。
巨大な虫のような外見をしており、その体には三太夫の残骸がぶら下がっている。
人智の及ばぬ怪物であり、まほろばの剣以外ではダメージを与えられない。
石川五右衛門（いしかわ ごえもん）
伊賀の三大忍者の1人。初登場は第三幕。
自惚れ屋で自らを美しいと思っており、語尾に「～しゃあ」とつける独特の喋り方をする。
初登場時ははぐれ透波を退屈しのぎにならない存在とし、下忍たちにその場を任せて立ち去っていった。
三太夫とは元々そりが合わなかったらしく、第二十幕で抜け忍となってはぐれ透波に勝負を挑んでくる。この時は鉢屋衆の残党を手懐けていた。
風見の笛を賭けた勝負に敗れると藤丸たちにその使い方を教えて散っていった。
音羽の城戸（おとわの きど）
伊賀の三大忍者の1人。初登場は第三幕。
爆弾を使った攻撃を得意とし、三太夫の力に心酔している。
初登場時ははぐれ透波を素人集団と見て下忍達にその場を任せた。
第二十四幕で伊賀の里まで来たはぐれ透波と戦う。
楯岡道順（たておか どうじゅん）
伊賀の三大忍者の1人。初登場は第三幕。
不治の病に侵されており、死に場所を探している。
初登場時にははぐれ透波との戦いでは死に場所を得られないとし、下忍達にその場を任せた。
第二十四幕で成長したはぐれ透波たちを認め、死に場所を得るために戦う。
黒兵衛（くろべえ）
年齢：22歳　身体：5尺6寸（169.7cm）　体重：17貫（63.7kg）
伊賀の下忍。第三幕に登場。
三大忍者にはぐれ透波の始末を任された下忍の一人だったが、かなめに一目惚れしたことで伊賀を裏切った。

#### 軒猿衆
志摩葵（しま あおい）
上杉謙信に仕える忍者集団である軒猿衆の頭目格。初登場は第五幕。
自分が醜く生まれてきたことを恨み、日本中の女を改造して自分と同じような姿にしようと考えていた。
第五幕では毒を盛られたはぐれ透波一行を強襲する。しかし撃退され、続く第六幕では姉の紅と共にはぐれ透波と戦う。
志摩紅（しま くれない）
葵の姉であり、葵と同じく軒猿衆の頭目格。第六幕に登場。
葵と違って美人。しかし冷酷で葵以上に手強い存在である。
第六幕で葵と共にはぐれ透波と戦う。獣のような戦いをする葵とは対照的に蝙蝠を操って攻撃したり、強力な雷の術を使う。
面食いであり、才蔵に止めを刺されると秘蔵の宝を譲り渡す。
かがりの姉
軒猿衆に攫われ、葵に改造されてしまった女性。第六幕に登場。
既に元の姿には戻れないと悟っており、痛みと苦しみから妹のかがりに自身を殺すように懇願した。

#### 風魔忍軍
風魔小太郎（ふうま こたろう）
風魔忍軍の頭領。第十九幕に登場。
長髪の美丈夫であり、風魔忍軍は彼を除いて全て女性で構成されている。
第十九幕で阿毘羅、吽毘羅を追い込んだはぐれ透波を迎撃する。武者修行に出ていた岩鉄を事前に捕えており、人質として処刑台に拘束していた。
特徴的な長髪は武器であり、叩きつけて攻撃するほか、高速回転させることで突風を起こすこともできる。
阿毘羅（あびら）
風魔忍軍阿女隊隊長。初登場は第七幕。
筋骨隆々の女性であり、肉弾戦を得意とする。
第七幕で藤丸たちが出撃したのを見計らって吽毘羅と共に隠れ里を強襲するも攻め落とせずに撤退。
第十八幕では風見の笛を奪いに来た藤丸たちと交戦し、続く第19幕では小太郎とともに藤丸たちを迎撃する。
小太郎に忠誠を誓っており、小太郎が先に倒されると後を追って自害する。
吽毘羅（うんびら）
風魔忍軍吽女隊隊長。初登場は第七幕
妖しげな雰囲気を漂わせる美女であり、精神波攻撃を得意とする。
第十八幕では精神波増幅装置によってあらゆる攻撃を反射してくる。しかし武者修行から戻った助八の化学兵器によって装置が破壊され、小太郎の元へ撤退することとなる。
阿毘羅と同じく小太郎に忠誠を誓っており、小太郎が先に倒されると自害する。

#### 雑賀衆
雑賀孫一（さいか まごいち）
雑賀衆の軍団長。第九幕に登場。
派手を好み、日本中を爆薬で吹っ飛ばす野望を持っている。
雑賀衆の銃火器を狙ってきた藤丸たちと交戦する。
花火師伝八（はなびし でんぱち）
年齢：23歳　身体：5尺6寸（169.7cm）　体重：17貫（63.7kg）
雑賀衆に捕らわれていた花火師。第九幕に登場。
忍者に憧れて雑賀衆に入るも扱いの酷さに不満を抱えており、金と引き換えにはぐれ透波に寝返る。
ゆりな
年齢：21歳　身体：5尺2寸（157.6cm）　体重不明　胸囲：2尺8寸（84.8cm）　腹囲：1尺9寸（57.6cm）　尻囲：2尺8寸（84.8cm）
雑賀衆に捕らわれていた超術使い。第九幕に登場。
生まれつき異能者であったために人々から忌み嫌われ、雑賀衆に拾われてからは酷使されていた。
賽天太とのやり取りによって雑賀衆を抜けて仲間になる。
霞打ちの松吉（かすみうちのまつきち）
年齢：24歳　身体：5尺6寸（169.7cm）　体重：24貫（89.9kg）
雑賀衆に捕らわれていた銃使い。第九幕に登場。
雑賀衆でも右に出るものはいないと言われた銃の名手だったが、嫉妬した孫一によって投獄されていた。
才蔵の説得によってはぐれ透波に寝返る。
夜目の雷太（よめのらいた）
年齢：22歳　身体：5尺5寸（166.7cm）　体重：17貫（63.7kg）
雑賀衆に捕らわれていた梟使い。第九幕に登場。
非常に視力が良く、闇夜でも昼間のように活動できる。雑賀衆のやり方に反発し、抜けようとするも捕えられて処刑を待つ身だった。
かなめ（あるいはゆりな）の説得によってはぐれ透波に寝返る。
無名の巫女
雑賀衆に捕らわれていた名もなき女性。第九幕に登場。
赤ん坊の時に村が雑賀衆に襲われ、それ以降、奉仕を強要されていた。
仲間になる際に「茜」「安岐」「伊予」「梅」「楓」「菊」「小雪」「篠」「夏」「麻衣」「松」「美月」「弥生」「雪草」「百合」の中からランダムで表示される5つの候補から名前を選んでつけることになる。
着物は薄い紫色（立ち絵では水色）。

#### 土蜘蛛衆
青汁蟲助（あおじる むしすけ）
土蜘蛛衆の頭領。初登場は第十幕。
異様な外見をしているが一応は人間。蜘蛛神を信仰し、この世を蜘蛛の世界に変えようとしている。
第十幕で軒猿衆の残党を引き連れて登場。蜘蛛神を信仰しない藤丸たちを生贄にしようとするも返り討ちにあい死亡する。
続く第十一幕では何故か復活して再登場。本人曰く「神に愛されている」とのことだが、藤丸には「死神にすら嫌われた」と揶揄されていた。

#### 根来衆
雁杉野坊（かり すぎのぼう）
根来衆の頭領。第十一幕に登場。
ライバルである孫一がはぐれ透波に殺されたことを憤慨して、はぐれ透破に戦いを挑む。
孫一とはライバルであると同時に運命的な愛を感じていたと言う。

#### 甲賀忍軍
服部半蔵保長（はっとり はんぞう やすなが）
甲賀忍軍の頭領。第十六幕に登場。
はぐれ透波と同じく忍者のいない世界を作ることを目的とし、はぐれ透波に同盟締結を打診してきた。
しかしその真の目的は忍軍の頂点に立つことであり、はぐれ透波との同盟も柘植忍軍や牙狼忍軍といった強力な忍軍を始末させるためであった。
違和感を覚えた藤丸たちに問い詰められると正体を現し、甲賀忍軍を率いてはぐれ透波と始末しようとする。
服部半蔵正成（はっとり はんぞう まさなり）
年齢：22歳
保長の息子。初登場は第十二幕。
風の術に長けた忍者。「今が良ければそれで良い」を信条とする大らかで短絡的な性格。人望に厚く強運を持って戦場を生き抜いてきた。保長とは異なり本心から忍者のいない世界を作ろうとしていた。
はぐれ透波の力量を計るために戦いを挑み、戦闘後に同盟締結の証として3人の甲賀忍をはぐれ透波に預けて去って行った。
後に藤丸らと行動を共にする。
野火の助佐（のびのすけざ）
年齢：41歳　身体：5尺6寸（169.7cm）　体重18貫（67.5kg）
火の忍術の達人。第十二幕で登場。
正成と共にはぐれ透波と戦った後、同盟締結の証としてはぐれ透波の仲間になった。
槍の矢太鉢（やりのやたはち）
年齢：28歳　身体：5尺6寸（169.7cm）　体重：17貫（63.7kg）
槍の達人。第十二幕で登場
正成と共にはぐれ透波と戦った後、同盟締結の証としてはぐれ透波の仲間になった。
卍鎌の蔵人（まんじがまのくろうど）
年齢：32歳　身体：5尺5寸（166.7cm）　体重18貫（67.5kg）
鎖鎌の達人。第十二幕で登場
正成と共にはぐれ透波と戦った後、同盟締結の証としてはぐれ透波の仲間になった。

#### 柘植忍軍
猿飛大助（さるとび たいすけ）
柘植忍軍の頭領。第十三幕に登場。
甲賀忍軍の依頼を受けたはぐれ透波と戦う。
猿に人々を襲わせているとされたが、それは保長による嘘であった。
猿飛佐助（さるとび さすけ）
大助の曾孫。初登場は第十五幕。
里から離れている最中に大助を殺されたことを怨み、甲賀へ赴くはぐれ透波を襲撃する。猿の祠の力によって藤丸たちを苦戦させるも敗北。止めは刺されずに見逃される。
幕外五で再登場。十勇士の1人となり、大助の体を取り込んだ姿で藤丸に挑む。

#### 牙狼忍軍
獣王丸（じゅうおうまる）
年齢：19歳　身体：7尺3寸（221.2cm）　体重：34貫（127.5kg）
牙狼忍軍の頭領。第十四幕に登場。
一人称は"ボクちん"。子供じみた性格で、忍者になった理由は好きなことが出来て楽しいから。
はぐれ透波に敗れ、詰問されているところに現れた塀五郎に懐き、そのまま仲間になる。
牙狼忍軍もまた非道な行いをしておらず、藤丸たちは保長への不信感を抱くこととなる。

#### 神楽衆
音無しの萌（おとなしのもえ）
神楽衆の頭領。第二十二幕に登場。
一見するとただの少女だが、様々な術を使いこなす強敵。
二つ名は周囲の音を消す術に由来し、発動中はあらゆる攻撃を反射する。
琴（こと）
五輪音楼の1人。初登場は第二十一幕。
能面のような顔をしており、琴を演奏するための爪と弩弓に改造された琴で攻撃を行う。
笛（ふえ）
五輪音楼の1人。初登場は第二十一幕。
五輪音桜で唯一男らしい顔をしている。
七節棍と吹き矢の機能を持った笛を使って戦う。
三味（しゃみ）
五輪音楼の1人。初登場は第二十一幕。
老齢でオカマ。藤丸を気に入り歌姫と言い合いになる。
銃に改造された三味線を用いて戦闘を行う。
鼓（つづみ）
五輪音楼の1人。第二十二幕に登場。
無口で歌姫に女にもてないと注意されている。
手にした鼓はバズーカ砲であり、砲撃戦を行う。
歌姫（うたひめ）
五輪音楼の1人。第二十二幕に登場。
女形で、素顔を見たものは親といえでも殺すという。藤丸を気に入り三味と言い合いになる。
歌声を武器とする。

#### 碧夜叉衆
鬼近棒太郎（おにちか ぼうたろう）
碧夜叉衆を率いる謎の男。幕外二に登場。
突如として現れ、はぐれ透波に戦いを挑む。
その正体は賽天太が作り、楽天丸が操る人形。その外見は人間とまったく変わらず、損傷が限界を超えると自爆するように設計されている。
赤夜叉（あかやしゃ）
詳細は#はぐれ透波傀儡の楽天丸を参照。
白夜叉（しろやしゃ）
詳細は#はぐれ透波人形遣賽天太を参照。

#### 十勇士
霧隠才蔵
詳細は#はぐれ透波霧隠才蔵を参照。
猿飛佐助
詳細は#柘植忍軍猿飛佐助を参照。
三好清海入道
十勇士の1人。
自身を倒したはぐれ透波を賞賛していた。
三好為三入道
十勇士の1人。
はぐれ透波と戦う事を誇りに思っている。
根津甚八
十勇士の1人。
死ぬ間際、はぐれ透波とあの世で再戦することを望んでいた。
海野六朗
十勇士の1人。
馬鹿にした者達を見返すために十勇士に参加した。
望月六郎
十勇士の1人。
楽しい人生を送ることを望む。
筧十蔵
十勇士の1人。
顔と胸の左半分の部分を金属板でつけている。神の元に行くことを望み参加した。
由利鎌之助
十勇士の1人。
鎖鎌の使い手。
穴山小助
十勇士の1人。
鉄砲の使い手。忍者の頂点に1度は行きたがっていた。

### 四神
四神
獅子王に仕える4匹の聖獣達。獅子王の命令の下、藤丸に力を貸す。
獣神・獅子王
四神を束ねる存在。厳島の一枚岩に降臨し、藤丸に力を授ける。

### 地獄
牛頭鬼、馬頭鬼
地獄の尖兵。
牛頭鬼が炎、馬頭鬼が氷を操って戦う。

### その他
ヤマタのオロチ
相模地獄谷の抜け穴に棲んでいる伝説の大蛇。幕外一に登場。
8つの首を持ちそれぞれ能力が違う。
はぐれ透波との戦いに敗れると、傍太にその力と武器を授けた。
果心居士（かしんこじ）
伝説の忍者にして幻術師。本来は忍軍からの依頼を受けないが、はぐれ透波に興味を持ち赤目の滝で待ち受けて戦う。
幻術で敵を撹乱することに長け、その完成度は全く見分けがつかないほどである。しかし動物には効果がない。
宗像空右衛門（むなかた くうえもん）
最強を名乗る独忍。幕外三、四に登場。
三太夫の死を決起に最強の忍者を欲し壊滅した忍軍の残党を鍛えてはぐれ透波に戦いを挑む。
異名は「穴空衛門」その名の通り額に穴が開いており、死者を蘇えらせることができる。

## 用語
風見の笛
選ばれし者が吹く事しか許されない笛で、四神を呼ぶことが出来る。厳島の一枚岩でその効力を発揮する。
まほろばの剣
地獄の亡者を打ち砕くことができる剣。
地獄
あの世。地獄の扉を開き、地上と自由に行き来できるようにするために三太夫と取引を行っていた。

## 組織
はぐれ透波（-すっぱ）
武田信玄が人知れず育ててきた忍軍。構成員の中には信玄に騙されて隠れ里に連れてこられた者もおり、信玄を嫌う者は多い。
隠れ里を本拠地としており、信玄存命中は隠れ里に入ってきた者達を殺している。
信玄との連絡のさいには信玄とはぐれ透波にしか分からない暗号で書かれた密書を送っていた。
信玄が急死した事によって自由を手に入れたが、透波忍軍を殲滅したことによって各忍軍から脅威と判断され、命を狙われたり、手元に置こうとする者たちが現れることとなる。
その正体は信玄が三太夫に対抗するために獅子王の加護を受けた者達を集めた作った組織。
鉢屋衆（はちやしゅう）
盗賊。力野轟陽の死後、石川五右衛門が頭領になり再びはぐれ透波と戦う。
透波忍軍
武田信玄お抱えの忍軍。表向きには彼らだけが信玄傘下の忍軍だった。
風魔忍軍
北条氏と結ぶ忍軍。地獄谷に拠点を持ち、小太郎除いて全て女性で構成されている。
軒猿衆（のきざるしゅう）
上杉謙信が持つ忍軍。はぐれ透波の存在を危険視した謙信の命令で動き出す。
雑賀衆
雑賀孫一が率いる銃火器を取り扱う忍軍。孫一の人遣いは荒く、不満を持つものも多い。
土蜘蛛衆
三好長慶と手を結んでいる忍軍だが、青汁蟲助は蜘蛛神様を信仰する忍者教団と言っている。
根来衆
銃火器、カラクリ兵器を取り扱う忍軍。ライバルは雑賀衆。
神楽衆
毛利元就が手懐けた忍軍。音波攻撃を得意とする。特殊忍者部隊「五輪音楼」を持つ。
はぐれ透波が神楽衆の領地に踏み込んできたため戦うことになる。
甲賀忍軍
服部一族が頭領である忍軍。伊賀忍軍と結んでいたが徳川の方についた。
柘植忍軍（つげにんぐん）
柘植で猿飛大助を頭領とした忍軍。猿を操ることを得意としている。服部半蔵保長が使者を送り偽の情報ではぐれ透波に壊滅された。
佐助と大助を除けば構成員は猿。猿の祠を使って猿を出している。
牙狼忍軍（がろうにんぐん）
獣王丸が率いる新興勢力。柘植忍軍を壊滅させたはぐれ透破が次に壊滅を依頼された忍軍。
伊賀忍軍
百地三太夫を頭領とした忍軍で忍軍の中で最強といわれていた。
碧夜叉衆（あおやしゃしゅう）
幕外「碧夜叉衆」に登場。楽天丸と賽天太が名を変えて結成した忍軍。伊賀忍軍の分裂時に頭角を表し、伊賀忍軍と並ぶほどの実力を持つ。
構成員それぞれが、般若の面を被っている。
十勇士
幕外「十勇士」に登場。藤丸が伊賀忍軍を倒した後に、才蔵が自身の思いに賛同した9人と共に結成した忍軍。それぞれが、軍団長を勤められる実力を持つが、人外な外見から忌み嫌われる者達。
名前の由来は真田十勇士から。

## 制作スタッフ
- 総指揮・原作・脚本：飯島健男（現・飯島多紀哉）
- キャラクターデザイン：南部佳絵（現・南風麗魔）
- ミュージックプロデューサー：久保田麻琴
- 語り：久米明
- 主題歌：デボラ・ハリー